# دينيس أوسوليفان
دينيس أوسوليفان (بالإنجليزية: Denis O'Sullivan)‏ هو لاعب غولف أيرلندي، ولد في 11 مارس 1948 في كورك في جمهورية أيرلندا.

## وصلات خارجية
- دينيس أوسوليفان على موقع رابطة أوروبا للاعبي الغولف المحترفين (الإنجليزية)